# Żabson
Żabson, właśc. Mateusz Krzysztof Zawistowski (ur. 2 lipca 1994 w Opocznie) – polski raper oraz autor tekstów.

## Życiorys
14 lipca 2015 wydał debiutancki minialbum, zatytułowany NieKumam. 20 czerwca 2016 zaprezentował drugą EP-kę pt. Passion Fruits.
23 lutego 2018 wydał swój debiutancki album studyjny, zatytułowany To ziomal. Wydawnictwo zadebiutowało na 3. miejscu polskiej listy sprzedaży OLiS. 15 sierpnia wydał następną EP-kę pt. Trapollo. W 2018 uczestniczył wraz z Pezetem, Sitkiem i Sokołem w „Projekcie tymczasem” organizowanym przez EB.
W 2019 wydał kolejny album pt. Internaziomal. 1 lutego 2021 wydał mixtape Ziomalski Mixtape.
Współpracował z wykonawcami, takimi jak m.in. Borixon, Quebonafide, Białas, Kaz Bałagane, Solar, Sitek, Young Leosia czy Malik Montana.

## Dyskografia

### Albumy studyjne
| Rok  | Album | Pozycja na liście | Sprzedaż       | Certyfikat              |
| Rok  | Album | POL               | Sprzedaż       | Certyfikat              |
| ---- | --- | ----------------- | -------------- | ----------------------- |
| 2018 | To ziomal - Data: 23 lutego 2018 - Wydawca: WWW, Step Hurt, e-Muzyka - Format: CD, digital download      | 3                 | - POL: 15 000+ | - ZPAV: złota płyta     |
| 2019 | Internaziomal - Data: 30 października 2019 - Wydawca: Revolume, Step Hurt - Format: CD, digital download | 3                 | - POL: 30 000+ | - ZPAV: platynowa płyta |
| 2023 | Ostatni ziomal - Data: 30 marca 2023 - Wydawca: Internaziomal - Format: CD, digital download             | 5                 | - POL: 30 000+ | - ZPAV: platynowa płyta |
| 2025 | Hollywood Smile - Data: 21 marca 2025 - Wydawca: Internaziomal - Format: CD, digital download            | 3                 | - POL: 15 000+ | - ZPAV: złota płyta     |

### Albumy we współpracy
| Rok  | Album | Pozycja na liście | Sprzedaż       | Certyfikat                 |
| Rok  | Album | POL               | Sprzedaż       | Certyfikat                 |
| ---- | --- | ----------------- | -------------- | -------------------------- |
| 2022 | Amfisbena (oraz Young Igi) - Data: 11 marca 2022 - Wydawca: Def Jam Recordings, Universal Music Polska - Format: CD, digital download | 2                 | - POL: 60 000+ | - ZPAV: 2× platynowa płyta |
| 2023 | Macrodosing (oraz Kronkel Dom) - Data: 27 października 2023 - Wydawca: Warner Music Poland - Format: digital download                 | 35                |                |                            |

### Minialbumy
| Rok  | Album                                                                                          |
| ---- | ---------------------------------------------------------------------------------------------- |
| 2015 | NieKumam - Data: 14 lipca 2015 - Wydawca: nielegal, QueQuality - Format: CD, digital download  |
| 2016 | Passion Fruits EP - Data: 20 czerwca 2016 - Wydawca: QueQuality - Format: CD, digital download |
| 2018 | Trapollo - Data: 8 sierpnia 2018 - Wydawca: wydanie własne - Format: CD, digital download      |

### Mixtape’y
| Rok  | Album | Pozycja na liście | Sprzedaż       | Certyfikat                 |
| Rok  | Album | POL               | Sprzedaż       | Certyfikat                 |
| ---- | --- | ----------------- | -------------- | -------------------------- |
| 2021 | Ziomalski Mixtape - Data: 1 lutego 2021 - Wydawca: Internaziomal, Step Hurt - Format: CD, digital download | 1                 | - POL: 60 000+ | - ZPAV: 2× platynowa płyta |

### Single
Jako główny artysta
Single promocyjne
| Rok  | Tytuł                                                                                 | Album              |
| ---- | ------------------------------------------------------------------------------------- | ------------------ |
| 2016 | „Tour of the Year 2” (oraz Deys, Kartky, Wac Toja, Igrekzet, Guzior, Sherlock, Essex) | Singel niealbumowy |
| 2020 | „New Year Freestyle” (gośc. Kizo, Chris Abolade)                                      | Ziomalski Mixtape  |

Jako artysta gościnny
| Rok  | Tytuł                                                         | Certyfikat                 | Album              |
| ---- | ------------------------------------------------------------- | -------------------------- | ------------------ |
| 2017 | „Przejazd” (Beteo; gośc. Żabson, ReTo)                        |                            | Bejbi              |
| 2018 | „Superman” (Kubi Producent; gośc. Żabson, Young Multi)        | - ZPAV: 2× platynowa płyta | +18                |
| 2018 | „Weedbanger” (Borixon; gośc. ReTo, Żabson)                    | - ZPAV: platynowa płyta    | Mołotow            |
| 2019 | „Safari” (Lanek; gośc. Żabson, Smolasty, Kizo)                | - ZPAV: platynowa płyta    | Singel niealbumowy |
| 2019 | „Double D’s” (schafter; gośc. Żabson)                         | - ZPAV: 2× platynowa płyta | Audiotele          |
| 2019 | „Piątek” (Young Slash; gośc. Żabson)                          |                            | Singel niealbumowy |
| 2019 | „Chinatown” (Kali; gośc. Żabson, Paluch)                      | - ZPAV: złota płyta        | Droga koguta       |
| 2020 | „Gra o tron” (Kizo; gośc. Żabson)                             | - ZPAV: złota płyta        | Posejdon           |
| 2021 | „Polskie ciężkie trapisko” (ZetHa; gośc. Żabson, Olszakumpel) | - ZPAV: złota płyta        | 9                  |
| 2021 | „Wasabi” (Deemz; gośc. ReTo, Żabson)                          | - ZPAV: platynowa płyta    | Sauce              |
| 2021 | „Jungle Girl” (Young Leosia; gośc. Żabson)                    | - ZPAV: diamentowa płyta   | Hulanki            |

### Inne certyfikowane utwory
| Rok  | Tytuł                                         | Certyfikat                 | Album                   |
| ---- | --------------------------------------------- | -------------------------- | ----------------------- |
| 2020 | „Pokaż” (oraz Siles, Qry)                     | - ZPAV: złota płyta        | Untitled01 (kompilacja) |
| 2020 | „6 6 6” (Kali, Major SPZ; gośc. Kabe, Żabson) | - ZPAV: złota płyta        | HUCPA                   |
| 2021 | „Trapczan”                                    | - ZPAV: platynowa płyta    | Ziomalski Mixtape       |
| 2022 | „Robotniczy trap” (oraz Young Igi)            | - ZPAV: 2× platynowa płyta | Amfisbena               |
| 2022 | „Buty na rzepy” (oraz Young Igi)              | - ZPAV: złota płyta        | Amfisbena               |
| 2022 | „Nie z tego świata”                           | - ZPAV: złota płyta        | Ostatni ziomal          |

### Teledyski
| Rok  | Tytuł                                                                                 | Reżyseria / realizacja       | Źródło |
| ---- | ------------------------------------------------------------------------------------- | ---------------------------- | ------ |
| 2015 | „Do ziomów”                                                                           |                              | [ 37 ] |
| 2016 | „Tour of the Year 2” (oraz Deys, Kartky, Wac Toja, Igrekzet, Guzior, Sherlock, Essex) | Punkt Widzenia               | [ 38 ] |
| 2016 | „BubbleGum”                                                                           |                              | [ 39 ] |
| 2016 | „Rich Art” (gośc. Borixon)                                                            | Cinestra Films, Tomasens     | [ 40 ] |
| 2016 | „Au Freedersehen”                                                                     | Tomasens, Cinestra Films     | [ 41 ] |
| 2017 | „Bezsens” (Jetlagz; gośc. Żabson)                                                     | Blackpolak/Synonim           | [ 42 ] |
| 2017 | „Przejazd” (Beteo; gośc. Żabson, ReTo)                                                | HDSCVM                       | [ 18 ] |
| 2017 | „Paradox gry” (gośc. Białas)                                                          |                              | [ 43 ] |
| 2017 | „Cztery korony” (oraz Paluch, Białas, Kasta, Sitek)                                   | Maciej Kawulski              | [ 44 ] |
| 2017 | „Księżniczki”                                                                         | Tomasens                     | [ 45 ] |
| 2017 | „Incepcja”                                                                            | Piotr Matejkowski            | [ 46 ] |
| 2018 | „Weedbanger” (Borixon; gośc. ReTo, Żabson)                                            | Tomasens                     | [ 47 ] |
| 2018 | „Internet.wav”                                                                        | BlackPolak                   | [ 48 ] |
| 2018 | „Superman” (Kubi Producent; gośc. Żabson, Young Multi)                                | HDSCVM                       | [ 19 ] |
| 2018 | „Daddyshoes” (gośc. Young Multi)                                                      | Tomasens                     | [ 49 ] |
| 2019 | „Safari” (Lanek; gośc. Żabson, Smolasty, Kizo)                                        | HDSCVM                       | [ 22 ] |
| 2019 | „Kosmita” (Young Multi; gośc. Żabson)                                                 | Kooza                        | [ 50 ] |
| 2019 | „Double D’s” (schafter; gośc. Żabson)                                                 | Jakub Bors, Marcel Borowski  | [ 23 ] |
| 2019 | „Twister” (gośc. Young Multi)                                                         | HDSCVM                       | [ 51 ] |
| 2019 | „Small Town Boy” (gośc. Beteo, White 2115)                                            | Żabson                       | [ 52 ] |
| 2019 | „Ucieknij ze mną” (gośc. Dziarma)                                                     | Gosia Herman                 | [ 53 ] |
| 2019 | „Elegancko” (gośc. Yzomandias)                                                        | HDSCVM                       | [ 54 ] |
| 2019 | „Brak snu, stres i używki” (gośc. Szpaku)                                             | Low Class Conspiracy         | [ 55 ] |
| 2019 | „Marcelo Burlon”                                                                      | BeOpen                       | [ 56 ] |
| 2019 | „K4fle!” (Young Multi & Fast Life Sharky; gośc. Żabson)                               | Tomasens                     | [ 57 ] |
| 2019 | „Chinatown” (Kali; gośc. Żabson, Paluch)                                              |                              | [ 25 ] |
| 2020 | „New Year Freestyle” (gośc. Kizo, Chris Abolade)                                      |                              | [ 17 ] |
| 2020 | „Sexoholik”                                                                           | HDSCVM                       | [ 58 ] |
| 2020 | „Pokaż” (oraz Siles, Qry)                                                             | Tomasens                     | [ 59 ] |
| 2020 | „Młody Boss”                                                                          | Jakub Bors                   | [ 60 ] |
| 2020 | „Hood Angel” (gośc. Beteo, Benito Tuzza)                                              | Żabson                       | [ 61 ] |
| 2020 | „Bez emocji”                                                                          |                              | [ 62 ] |
| 2020 | „Ulala” (gośc. Young Leosia, Beteo, Borucci)                                          | Żabson                       | [ 63 ] |
| 2020 | „Gra o tron” (Kizo; gośc. Żabson)                                                     | Marathon Films               | [ 64 ] |
| 2020 | „Aromatyczne przyprawy” (gośc. Mata)                                                  | Żabson / Janusz Walczuk      | [ 65 ] |
| 2020 | „Obok” (gośc. Vladimir Cauchemar)                                                     | Żabson                       | [ 66 ] |
| 2021 | „Patrz na mnie” (gośc. Duszyn)                                                        | Żabson                       | [ 67 ] |
| 2021 | „Dym” (oraz alyona alyona)                                                            | Evjena Shtuchka, Basket film | [ 68 ] |
| 2021 | „Polskie ciężkie trapisko” (ZetHa; gośc. Żabson, Olszakumpel)                         | Borys Bernacki               | [ 28 ] |
| 2021 | „Wasabi” (Deemz; gośc. ReTo, Żabson)                                                  | Wojtek Koziara               | [ 29 ] |
| 2021 | „Puerto Bounce” (oraz Kizo, ZetHa, Vladimir Cauchemar)                                | Kooza                        | [ 69 ] |
| 2021 | „Jungle Girl” (Young Leosia; gośc. Żabson)                                            | Żabson                       | [ 70 ] |

## Filmografia

### Polski dubbing
- 2025 - 7 misiów - Country Pig (odc. 6)[71]